# Adelosebastes latens
Adelosebastes
Genre
Espèce
Adelosebastes latens, unique représentant du genre Adelosebastes, est une espèce de poissons osseux marins de la famille des Scorpaenidae.

## Répartition
Adelosebastes latens se rencontre dans la chaîne sous-marine Hawaï-Empereur (Pacifique nord-ouest. Ce poisson est présent entre 900 et 1 200 m de profondeur.

## Description
Adelosebastes latens peut mesurer jusqu'à 30 cm, queue non comprise.

## Classification
Le nom valide complet (avec auteur) de ce taxon est Adelosebastes latens Eschmeyer, Abe & Nakano (d), 1979.

### Étymologie
Le nom générique, Adelosebastes, du grec ancien ἄδηλος, ádēlos, « invisible », allusion non expliquée qui pourrait faire référence à la chaîne sous-marine Hawaï-Empereur, une zone peu étudiée, et Sebastes, le genre type de cette famille.
L'épithète spécifique, du latin latens, « caché, discret », là encore non expliqué mais qui pourrait être également en rapport avec cette chaîne sous-marine.

### Publication originale
- (en) William N. Eschmeyer, Tokiharu Abe et Shoji Nakano, « Adelosebastes latens, a new genus and species of scorpionfish from the North Pacific Ocean (Pisces, Scorpaenidae) », Uo (Japanese Society of Ichthyologists), Japon, no 30,‎ 1979, p. 77-84.